# Eremochelis morrisi
Eremochelis morrisi är en spindeldjursart som först beskrevs av Muma 1951.  Eremochelis morrisi ingår i släktet Eremochelis och familjen Eremobatidae. Inga underarter finns listade i Catalogue of Life.